# نواحی ترجمه نشده
نواحی ترجمه‌نشده (UTRs) می‌توانند در یکی از دو سمت چیدمان رمز آران‌ای پیام‌رسان (mRNA) جای داشته باشند. اگر در سمت پایانهٔ '۵ باشد، به آن بخش رمزخوانی‌نشدهٔ '۵ (5′ UTR) یا چیدمان جلودار، و اگر در سمت پایانهٔ '۳ باشد، به آن بخش رمزخوانی‌نشدهٔ '۳ (3′ UTR) یا چیدمان دنباله می‌گویند.

### نقش نواحی ترجمه‌نشده
نواحی ترجمه‌نشده در تنظیم بیان ژن نقش کلیدی ایفا می‌کنند. برای مثال، ناحیهٔ 5′ UTR اغلب حامل توالی‌های تنظیم‌کننده مانند محل اتصال ریبوزوم (RBS) است که بر کارایی آغاز ترجمه تأثیر می‌گذارد. از سوی دیگر، ناحیهٔ 3′ UTR ممکن است حاوی عناصری مانند توالی پلی آدنیلاسیون و سایت‌های اتصال miRNA باشد که در پایداری mRNA و تنظیم پس از رونویسی مشارکت دارند.

### اهمیت بالینی
جهش‌ها یا تغییرات در نواحی ترجمه‌نشده می‌توانند به بیماری‌هایی مانند سرطان، اختلالات نورودژنراتیو، یا ناهنجاری‌های متابولیک منجر شوند. برای نمونه، ناهنجاری در 3′ UTR ژن FMR1 با سندرم ایکس شکننده مرتبط است.
1. ↑  Alberts, Bruce (2017). Molecular Biology of the Cell (6th ed.). Garland Science. p. 358. ISBN 978-1-317-56374-7.
2. ↑  Hentze, Matthias W. (1997). "Translational control by 5′-untranslated regions of eukaryotic mRNAs". Science. 275 (5298): 500–501. doi:10.1126/science.275.5298.500. PMID 9019815.
3. ↑  Lodish, Harvey (2021). Molecular Cell Biology (9th ed.). W.H. Freeman. p. 124. ISBN 978-1-319-20822-2. {{cite book}}: Check |isbn= value: checksum (help)
4. ↑  Barrett, Lucy W. (2012). "Regulation of eukaryotic gene expression by the untranslated gene regions and other non-coding elements". Cell Mol Life Sci. 69 (21): 3613–3634. doi:10.1007/s00018-012-0990-9. PMID 22538991.
5. ↑  Calkhoven, Cornelis F. (2009). "Translational control of gene expression: from transcripts to transcriptomes". Int Rev Cell Mol Biol. 271: 199–251. doi:10.1016/S1937-6448(08)01605-4. PMID 19178223.
6. ↑  Bagni, Claudia (2012). "Molecular Mechanisms of Fragile X Syndrome: A Twenty-Year Perspective". Annu Rev Pathol. 7: 219–245. doi:10.1146/annurev-pathol-011811-132457. PMID 22017584.